# Sultan Air
Sultan Air — турецька авіакомпанія, що займалася чартерними пасажирськими перевезеннями з 1989 по 1993 рік. Базовий аеропорт авіакомпанії — Стамбульський аеропорт імені Ататюрка.

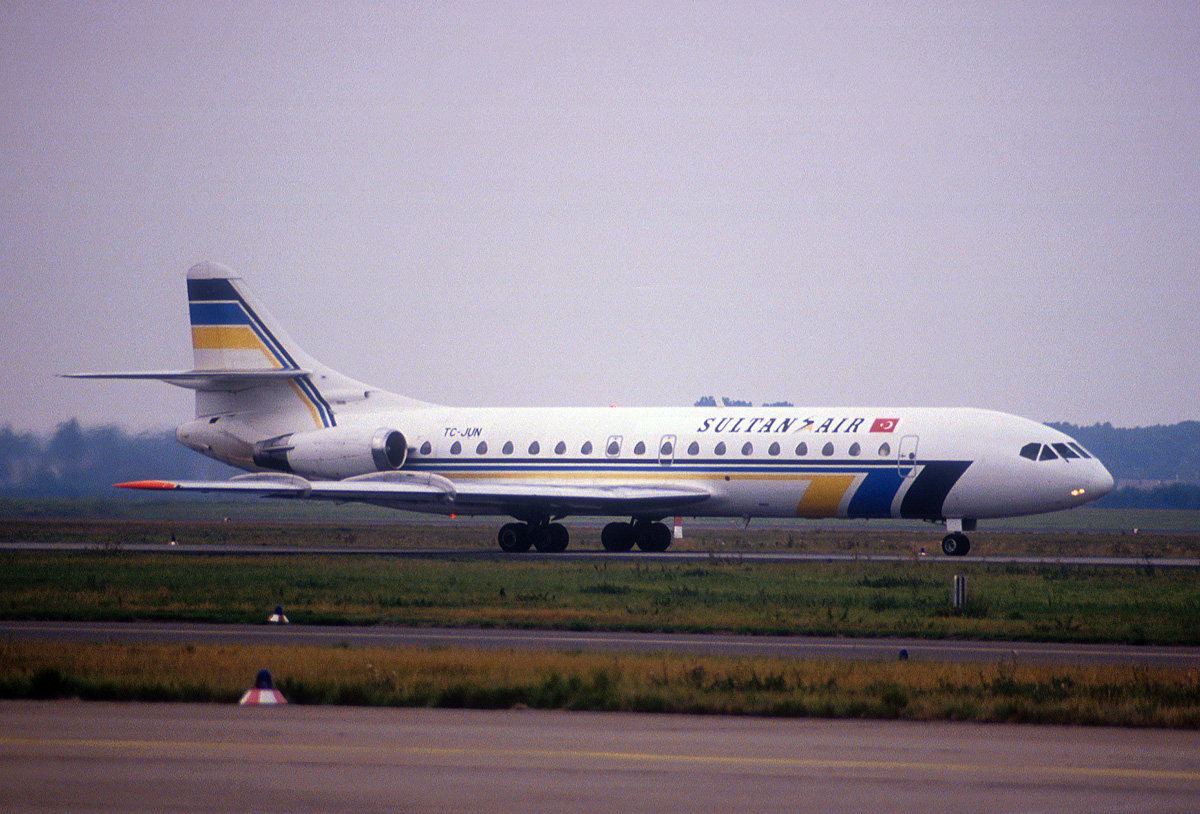
Літак Sud Aviation Caravelle в кольорах авіакомпанії Transwede у вересні 1989 року

Авіакомпанія була заснована у 1989 році. Це був спільний проект шведської авіакомпанії Transwede і турецьких інвесторів.
Із-за війни в перській затоці на початку 1990-х років в Туреччині спостерігається спад у сфері туризму. Sultan Air майже весь 1991 рік не виконувала польоти.

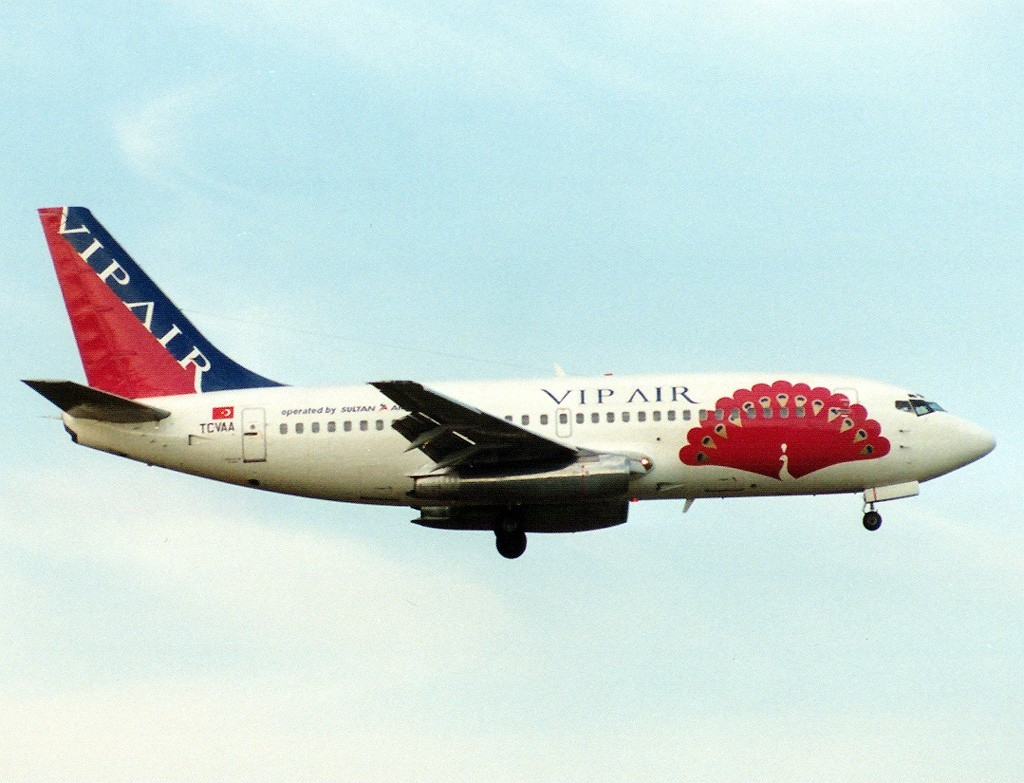
Літак Boeing 737-200 в лівреї VIP Air в липні 1991 року

Також, у 1991 році була заснована дочірня компанія Vip Air, яка повинна була займатися внутрішніми регулярними рейсами, але в 1992 році вона була повернута до складу Sultan Air.
Восени 1993 року сертифікат Sultan Air був анульований.
Авіакомпанія була визнана банкрутом у 1996 році.

Флот авіакомпанії в основному складався з літаків Airbus A300, Boeing 737-200, Boeing 737-300.

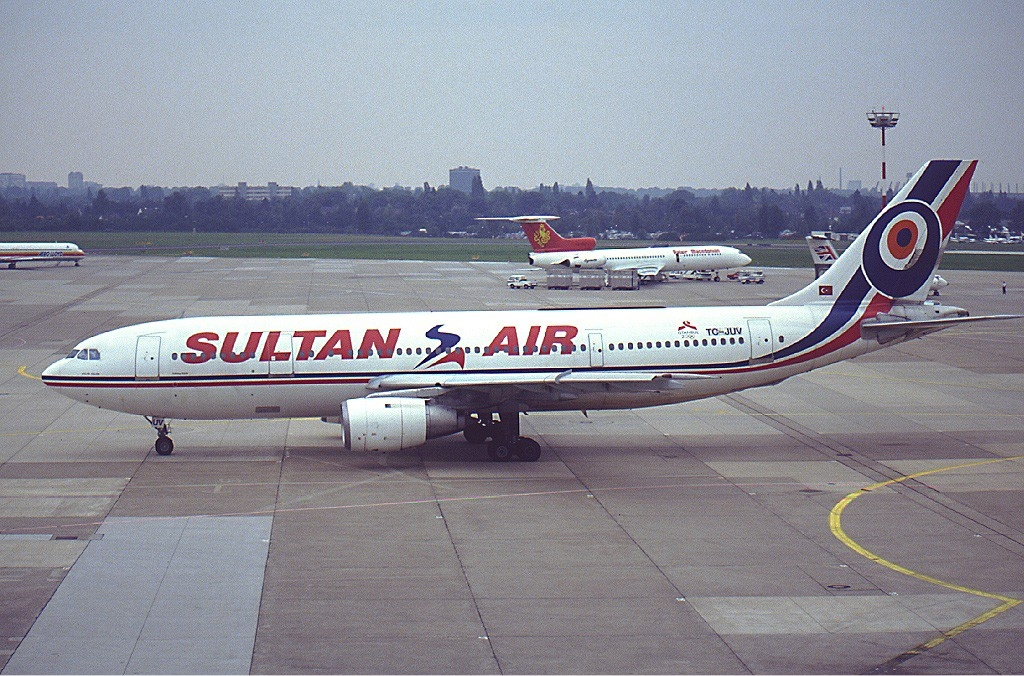
Літак Airbus A300 (TC-JUV) в аеропорту Дюссельдорфа в серпні 1993 року
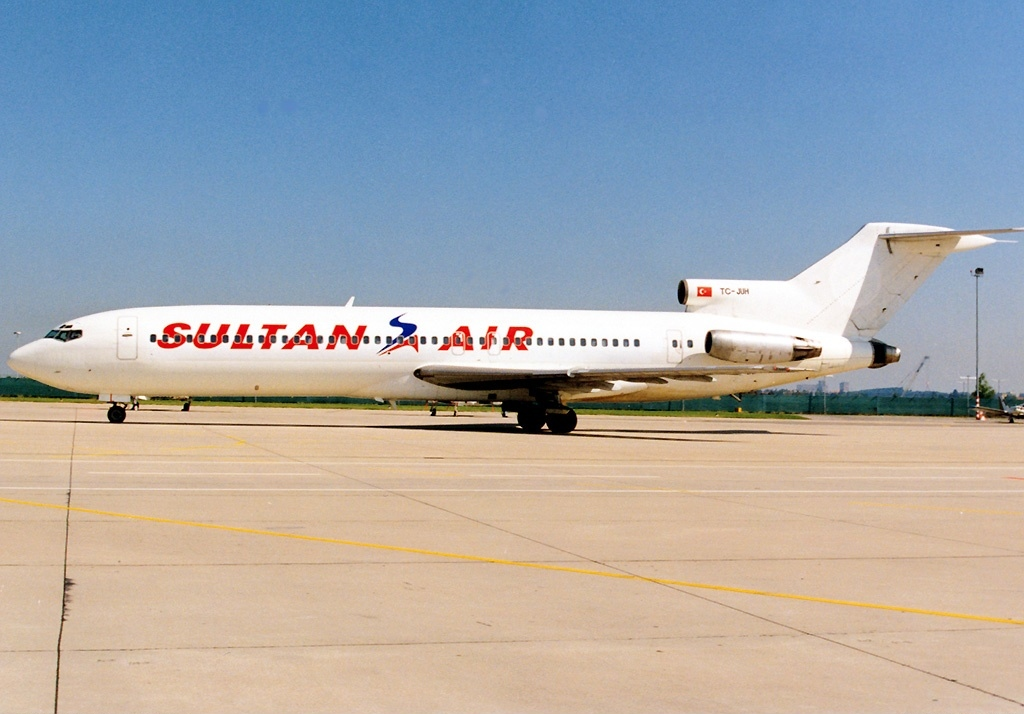
Літак Boeing 727 в червні 1993 року
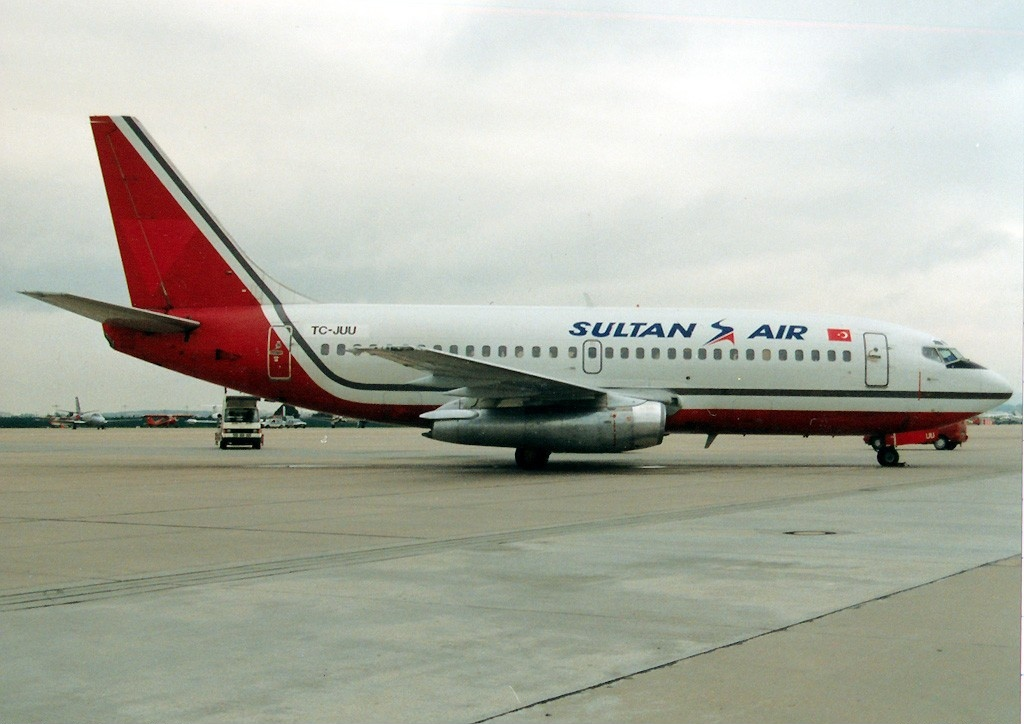
Літак Boeing 737-200 (TC-JUU) в аеропорту Штутгарта в жовтні 1991 року
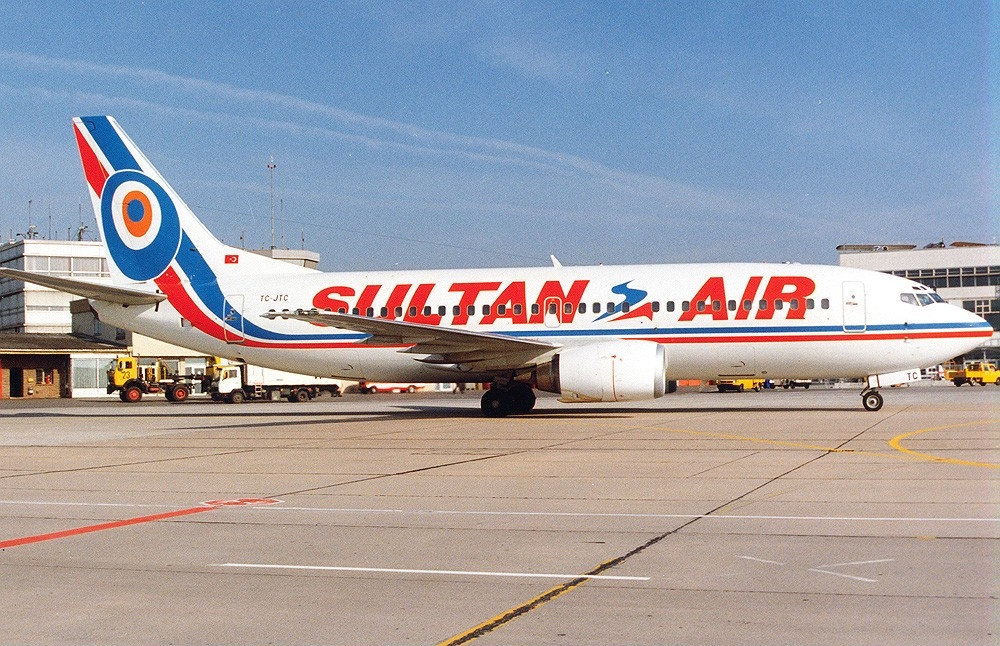
Літак Boeing 737-300 у квітні 1993 року